# Supermassive Black Hole
"Surpemassive Black Hole" é uma das músicas da banda inglesa de rock alternativo Muse, presente na terceira faixa do álbum Black Holes and Revelations e também lançada como single em 19 de junho de 2006 alcançando excelentes posições nas paradas musicais sendo considerada uma das melhores músicas do grupo. Foi escolhida para participar da trilha sonora do filme "Crepúsculo" (Twilight) e também do jogo FIFA 07.
A canção ganhou um cover pela banda Threshold de progressive metal do Reino Unido em seu álbum Dead Reckoning de 2007, servindo como faixa bônus.

## Videoclipe
O video clipe do single mostra a banda em uma loja de móveis, vestindo mascaras. Enquanto eles tocam, aparecem dançarinos em trajes Zentai que depois tiram a roupa e se mostram vindos do espaço. O video foi dirigido por Floria Sigismondi, que também é conhecida por dirigir clipes de bandas como Marilyn Manson, The White Stripes, Interpol, Incubus e The Cure. O conceito do video foi dito por Sigismondi como uma recriação de um sonho que ela teve, em que dançarinos vestindo mascaras e com roupas estranhas em uma sala cheia de espelhos. Também a flashes de circlos negros, que simboliza o buraco negro supermassivo.

## Recepção da crítica
A revista britânica NME deu a canção uma pontuação de 8,5 de 10, afirmando que as "guitarras sujas do funk esfregando atrevidamente contra um falsete de Prince sobre uma beliche de um vagão de dormir". Um crítico da Blogcritics comentou que a canção tem "um pouco de sentimento de 'disco' que alguns fãs não estavam esperando".

## Faixas
Todas as faixas escritas e compostas por Matthew Bellamy, Christopher Wolstenholme e Dominic Howard. 
| 7" e CD Single |                           |         |  |
| N.º            | Título                    | Duração |  |
| 1.             | "Supermassive Black Hole" | 3:32    |  |
| 2.             | "Crying Shame"            | 2:35    |  |
| Duração total: | Duração total:            | 6:07    |  |

| DVD Single     |                                        |         |  |
| N.º            | Título                                 | Duração |  |
| 1.             | "Supermassive Black Hole" (videoclipe) | 3:32    |  |
| 2.             | "Supermassive Black Hole" (áudio)      | 3:32    |  |
| 3.             | "Supermassive Black Hole" (making-of)  | 12:04   |  |
| Duração total: | Duração total:                         | 18:11   |  |

| Single Promocional |                           |         |  |
| N.º                | Título                    | Duração |  |
| 1.                 | "Supermassive Black Hole" | 3:32    |  |
| Duração total:     | Duração total:            | 3:32    |  |

## Tabelas

### Paradas musicais
| Paradas (2006)                                | Posição |
| --------------------------------------------- | ------- |
| Austrália (ARIA Charts)                       | 34      |
| Bélgica (Ultratip Bubbling Under de Flandres) | 13      |
| Bélgica (Ultratip Bubbling Under da Valônia)  | 13      |
| Dinamarca (Tracklisten)                       | 7       |
| Finlândia (Suomen virallinen lista)           | 10      |
| França (SNEP)                                 | 51      |
| Irlanda (Irish Singles Chart)                 | 16      |
| Itália (FIMI)                                 | 9       |
| Países Baixos (Dutch Single Top 40)           | 39      |
| Reino Unido (UK Singles Chart)                | 4       |
| Suíça (Swiss Music Charts)                    | 33      |
| Paradas (2007)                                | Posição |
| Estados Unidos (Hot Modern Rock Tracks)       | 6       |

### Certificações
| País           | Certificador | Certificação |
| -------------- | ------------ | ------------ |
| Canadá         | MC           | Ouro         |
| Reino Unido    | BPI          | Platina      |
| Estados Unidos | RIAA         | Platina      |